# いしだあゆみ・しんぐるこれくしょん
『いしだあゆみ・しんぐるこれくしょん』は、いしだあゆみのCD-DA2枚組ベスト・アルバム。2004年4月21日発売。発売元はコロムビアミュージックエンタテイメント。規格品番はCOCP-32665/6。

## 解説
CD帯：コロムビア在籍時に発売したシングルA面曲にアルバム「アワー・コネクション」を全曲収録
「コロムビア昭和歌謡アーカイブス」の一環として、日本コロムビア在籍時の全31枚のシングル・レコードA面曲にアルファレコードから発売された「赤いギヤマン/波になって」（1981年11月21日発売：ALR-745）、CBS・ソニーから発売された「羽衣天女」（1985年11月21日発売：07SH-1688、B面曲は未収録）に加えて、日本コロムビアから1977年4月25日に発売されたスタジオ・アルバム『アワー・コネクション』（PX-7023）収録曲全曲がオリジナルマスターテープよりリマスタリングされて収録された。
歌詞ブックレットには鈴木啓之による4ページの解説（Disc.1とDisc.2の解説といしだあゆみのバイオグラフィー）、シンガーソングライター・堂島孝平のライナーノーツ、日本コロムビア在籍時に発表したシングルとアルバムのディスコグラフィ、作詞家・橋本淳による『アワー・コネクション』解説書と当アルバム参加ミュージシャンとスタッフ・クレジットの記載、『アワー・コネクション』のチラシと収録された全シングルのシングルジャケット一覧（カラー）が掲載された。裏表紙には『アワー・コネクション』のアルバムジャケットが復刻されている。

## 収録曲

### Disc.1
| #   | タイトル                       | 作詞       | 作曲     | 編曲       | 時間    |
| --- | ------------------------------ | ---------- | -------- | ---------- | ------- |
| 1.  | 「太陽は泣いている」           | 橋本淳     | 筒美京平 | 筒美京平   | 2分25秒 |
| 2.  | 「ふたりだけの城」             | 橋本淳     | 筒美京平 | 筒美京平   | 2分42秒 |
| 3.  | 「ブルー・ライト・ヨコハマ」   | 橋本淳     | 筒美京平 | 筒美京平   | 3分4秒  |
| 4.  | 「涙の中を歩いてる」           | 橋本淳     | 筒美京平 | 筒美京平   | 3分14秒 |
| 5.  | 「今日からあなたと」           | 橋本淳     | 筒美京平 | 筒美京平   | 2分50秒 |
| 6.  | 「喧嘩のあとでくちづけを」     | なかにし礼 | 中村泰士 | 森岡賢一郎 | 2分39秒 |
| 7.  | 「あなたならどうする」         | なかにし礼 | 筒美京平 | 筒美京平   | 3分00秒 |
| 8.  | 「昨日のおんな」               | なかにし礼 | 井上忠夫 | 森岡賢一郎 | 3分1秒  |
| 9.  | 「何があなたをそうさせた」     | なかにし礼 | 筒美京平 | 筒美京平   | 3分20秒 |
| 10. | 「止めないで」                 | なかにし礼 | 井上忠夫 | 森岡賢一郎 | 2分36秒 |
| 11. | 「砂漠のような東京で」         | 橋本淳     | 中村泰士 | 森岡賢一郎 | 2分45秒 |
| 12. | 「おもいでの長崎」             | 橋本淳     | 筒美京平 | 筒美京平   | 3分3秒  |
| 13. | 「さすらいの天使」             | 橋本淳     | 筒美京平 | 筒美京平   | 2分35秒 |
| 14. | 「まるで飛べない小鳥のように」 | 橋本淳     | 中村泰士 | 高田弘     | 3分19秒 |
| 15. | 「生まれかわれるものならば」   | 橋本淳     | 筒美京平 | 高田弘     | 2分54秒 |
| 16. | 「愛愁」                       | 尾中美千絵 | 平尾昌晃 | 竜崎孝路   | 3分16秒 |
| 17. | 「渚にて」                     | 阿久悠     | 中村泰士 | 森岡賢一郎 | 3分8秒  |
| 18. | 「愛の氷河」                   | 阿久悠     | 井上忠夫 | 高田弘     | 3分45秒 |
| 19. | 「幸せだったわありがとう」     | なかにし礼 | 加瀬邦彦 | 高田弘     | 3分11秒 |
| 20. | 「恋は初恋」                   | なかにし礼 | 加瀬邦彦 | 森岡賢一郎 | 3分22秒 |
| 21. | 「美しい別れ」                 | なかにし礼 | 加瀬邦彦 | 森岡賢一郎 | 3分31秒 |
| 22. | 「家路」                       | 橋本淳     | 筒美京平 | 筒美京平   | 3分20秒 |
| 23. | 「待ちわびても」               | なかにし礼 | 筒美京平 | 森岡賢一郎 | 3分24秒 |
| 24. | 「時には一人で」               | 喜多條忠   | 筒美京平 | 森岡賢一郎 | 2分56秒 |

### Disc.2
| #   | タイトル                           | 作詞     | 作曲         | 編曲               | 時間    |
| --- | ---------------------------------- | -------- | ------------ | ------------------ | ------- |
| 1.  | 「とまどい」                       | 石原信一 | あかのたちお | あかのたちお       | 3分36秒 |
| 2.  | 「ちょっと淋しい春ですね」         | 橋本淳   | 筒美京平     | 森岡賢一郎         | 3分14秒 |
| 3.  | 「港・坂道・異人館」               | 喜多條忠 | 大野克夫     | 馬飼野康二         | 3分18秒 |
| 4.  | 「今夜は星空」                     | 喜多條忠 | 吉田拓郎     | 馬飼野康二         | 3分21秒 |
| 5.  | 「大阪の女（ひと）」               | 橋本淳   | 中村泰士     | 小杉仁三           | 3分28秒 |
| 6.  | 「MILD NIGHT（マイルド・ナイト）」 | 仲畑貴志 | 宇崎竜童     | 小野寺忠和         | 3分35秒 |
| 7.  | 「マイルド・ロマン・ロック」       | 仲畑貴志 | 大野克夫     | 船山基紀           | 3分31秒 |
| 8.  | 「赤いギヤマン」                   | 岩谷時子 | 滝沢洋一     | 井上鑑             | 3分53秒 |
| 9.  | 「波になって」                     | 呉田軽穂 | 戸塚省三     | 井上鑑             | 4分9秒  |
| 10. | 「羽衣天女」                       | 阿木燿子 | 中崎英也     | 井上鑑             | 3分53秒 |
| 11. | 「私自身」                         | 橋本淳   | 細野晴臣     | 細野晴臣           | 3分19秒 |
| 12. | 「ひとり旅」                       | 橋本淳   | 細野晴臣     | 細野晴臣、萩田光雄 | 3分31秒 |
| 13. | 「六本木ララバイ」                 | 橋本淳   | 萩田光雄     | 萩田光雄           | 3分9秒  |
| 14. | 「ダンシング」                     | 橋本淳   | 細野晴臣     | 細野晴臣、萩田光雄 | 3分37秒 |
| 15. | 「バレンタイン・デー」             | 橋本淳   | 萩田光雄     | 萩田光雄           | 3分14秒 |
| 16. | 「黄昏どき」                       | 橋本淳   | 萩田光雄     | 萩田光雄           | 3分33秒 |
| 17. | 「真夜中のアマン」                 | 橋本淳   | 細野晴臣     | 細野晴臣、萩田光雄 | 3分48秒 |
| 18. | 「哀愁の部屋」                     | 橋本淳   | 萩田光雄     | 萩田光雄           | 3分20秒 |
| 19. | 「ウィンター・コンサート」         | 橋本淳   | 萩田光雄     | 萩田光雄           | 2分49秒 |
| 20. | 「そしてベルが鳴る」               | 橋本淳   | 萩田光雄     | 萩田光雄           | 3分17秒 |
| 21. | 「ムーン・ライト」                 | 橋本淳   | 細野晴臣     | 細野晴臣、萩田光雄 | 3分5秒  |
| 22. | 「バイ・バイ・ジェット」           | 橋本淳   | 細野晴臣     | 細野晴臣、萩田光雄 | 3分29秒 |